# 2 + 2 = 5 (låt)
"2 + 2 = 5" är en låt av det brittiska bandet Radiohead, utgiven på albumet Hail to the Thief 2003. Den släpptes som singel den 17 november 2003.

## Låtlista
Promosingel
CD CDRDJ6623
1. "2 + 2 = 5" - 3:21

12" 12RDJWL6623
1. "Sktterbrain" (Four Tet remix)
2. "Remyxomatosis" (Cristian Vogel RMX)

Singel
CD 1 CDR6623
1. "2 + 2 = 5" - 3:21
2. "Remyxomatosis" (Cristian Vogel RMX) - 5:07
3. "There There" (first demo) - 7:43

CD 2 CDRS6623
1. "2 + 2 = 5" - 3:21
2. "Skttrbrain" (Four Tet remix) - 4:26
3. "I Will" (Los Angeles version) - 2:14

DVD DVDR6623
1. "2 + 2 = 5" - 3:21
2. "Sit Down Stand Up" (Ed Holdsworth's video)
3. "The Most Gigantic Lying Mouth of All Time" (excerpt)

## Medverkande
- Thom Yorke - sång, gitarr
- Jonny Greenwood - gitarr, analoga system, ondes Martenot
- Ed O'Brien - gitarr, effekter, bakgrundssång
- Colin Greenwood - elbas
- Philip Selway - trummor, percussion